# John Olver (rugbista)
Christopher John Olver (Manchester, 23 aprile 1961) è un ex rugbista a 15 internazionale per l'Inghilterra, già tallonatore di Harlequins e Northampton.

## Biografia
La sua carriera si svolse completamente nell'era dilettantistica.
All'Harlequin nei primi anni di attività, fu capitano della squadra londinese.
Debuttò in Nazionale inglese nel 1990 a Twickenham in un test match contro l'Argentina e un anno più tardi fece parte della rosa alla Coppa del Mondo di rugby 1991 che l'Inghilterra ospitò e fino alla cui finale giunse.
Nel frattempo passato al Northampton, disputò il suo ultimo incontro internazionale nel 1992 contro il Canada, formazione contro la quale disputò un ulteriore incontro da capitano nel 1993 anche se la RFU non riconobbe la presenza internazionale ai giocatori utilizzati in tale occasione.
Divenne capitano anche del Northampton.
A febbraio 1994, per via dei numerosi infortuni e delle difficoltà di recupero, decise il ritiro immediato a 31 anni, lasciando la fascia di capitano a Tim Rodber.
Dopo la fine della carriera agonistica è divenuto insegnante e allenatore di rugby presso la Oundle School, nell'omonima cittadina del Northamptonshire.